# Plantin (prémétro d'Anvers)
Plantin est une station du prémétro d'Anvers, faisant dès lors partie du réseau du tramway d'Anvers. Elle est située sous le carrefour de la Simonsstraat et de la Plantin en Moretuslei.

## Caractéristiques
Ouverte en 1980, c'est une petite station, décorée en grande partie de marbre.
Au niveau -1 se trouve le hall des guichets, avec quatre sorties, vers chaque coin du carrefour. Au niveau -2 se trouve le quai vers la station Diamant et le centre-ville. Quant au niveau -3, il accueille le quai vers les sorties du tunnel, situées au niveau de la Belgiëlei et de la Mercatorstraat.